# 川添永津子
川添 永津子（かわぞえ えつこ、1972年8月20日 - ）は、日本のフリーアナウンサー。圭三プロダクション所属。

## 来歴
兵庫県西宮市出身。武庫川女子大学附属高等学校、武庫川女子大学家政学部被服学科卒業。
大学を卒業後、1996年にテレビ愛媛 (EBC) に入社。同局在籍時には、『EBCスーパーニュース』や選挙特別番組などの報道番組を主に担当した。
2002年にテレビ愛媛を退社。圭三プロダクション所属のフリーアナウンサーになり、以後は関東地方を拠点に活動している。
コーチングの資格（エグゼクティブ・コーチ）と茶道の資格（裏千家助教授）を有しており、それらの講師としても活動している。

## 担当番組
特記のないデータは、所属事務所公式プロフィールおよび各種講演依頼サイトに記載されているデータからの参考。

### テレビ愛媛
- EBCスーパーニュース - キャスター。『一番出し！EBCスーパーニュース』への改題後にはメインキャスターを担当。
- とにかく愛媛500 - リポーター
- 県政フラッシュ

### フリー転向後
- ウォッチ!（TBS） - リポーター
- 摩訶!ジョーシキの穴（日本テレビ） - リポーター
- イブニング・ファイブ（TBS） - リポーター
- 健康トリプルアンサー（BS-i） - リポーター
- オトナの競馬マガジン（ラジオ日本） - アシスタント
- INsideOUT（BS11デジタル） - キャスター
- ICT IMPACT（BS-i） - リポーター
- シバトラ（フジテレビ） - 報道記者 役
- 交渉人スペシャル（テレビ朝日） - ニュースキャスター 役
- ひるおび!（TBS） - 取材キャスター
- サクセスBIZ（e-BC.tv） - キャスター
- ビジネスチャンス放送局（e-BC.tv） - キャスター